# Intel Matrix
La tecnologia Intel Matrix è stata sviluppata da Intel allo scopo di offrire il supporto a diverse modalità RAID basate però sullo stesso set di hard disk. È stata implementata per la prima volta nei chipset i915 Grantsdale e i925 Alderwood (che venivano abbinati al  southbridge ICH6), presentati nel corso del 2004 e poi è sempre stata integrata in tutte le successive evoluzioni delle piattaforme chipset sviluppate da Intel.

## Principi di funzionamento
L'idea alla base della tecnologia Matrix parte da una considerazione relativamente semplice: perché non poter sfruttare i benefici offerti dalle diverse modalità RAID anche con una sola coppia di dischi? È necessario ricordare infatti che in un sistema RAID tradizionale sono necessari almeno 2 dischi "fisici" per ogni array RAID che si vuole creare; in altre parole, se si volesse avere il sistema operativo e le applicazioni su un array RAID "0" (per sfruttare la maggior velocità di tale configurazione) e i dati su un array RAID "1" (per avere la ridondanza dei dati) è necessario disporre di almeno 4 hard disk.
La tecnologia Intel Matrix consente di utilizzare anche solo 2 dischi che verranno poi "divisi" in 2 parti: una prima parte dei 2 dischi verrà gestita dal controller secondo la logica prevista dalla modalità RAID "0", mentre la seconda parte verrà gestita secondo la logica prevista dalla modalità RAID "1".
Le prestazioni non saranno ovviamente le stesse offerte da 2 controller RAID tradizionali e dedicati, ma offrono la possibilità di sfruttare i benefici della vera modalità anche in sistemi dotati di soli 2 dischi e quindi di fascia decisamente più economica.

## Evoluzione della tecnologia
Con l'introduzione dei chipset i945 Lakeport e i955 Glenwood è stato introdotto anche il supporto a 4 dischi e alla modalità RAID "5" che necessita comunque (come la versione tradizionale) di 3 dischi; con 4 dischi, è possibile configurare contemporaneamente un RAID "5" e un RAID "10". In questi chipset la modalità RAID "0" può operare correttamente anche con 4 dischi, mentre la RAID "1" è ancora limitata ad una sola coppia di dischi.